# 福島県道8号本宮熱海線
福島県道8号本宮熱海線（ふくしまけんどう8ごう もとみやあたみせん）は、福島県本宮市と郡山市熱海町を繋ぐ県道（主要地方道）である。

## 概要
国道49号に並行している。別名越後街道・会津街道。国道4号および国道49号経由での福島 - 会津間のアクセスにおいて、郡山市街地を避けるバイパスの役割を果たしている。

### 路線データ
- 総延長：15.745 km[2]
  - 実延長：14.136 km[2]
- 起点：本宮市本宮字中條（福島県道28号本宮三春線交点）
- 終点：郡山市熱海町高玉（国道49号交点）

## 歴史
- 1964年（昭和39年）12月28日 - 建設省告示第3620号が公布され、福島県道本宮熱海線が主要地方道本宮熱海線に指定され、福島県によって現行の県道路線に認定される[3]。
- 1993年（平成5年）5月11日 - 建設省から、県道本宮熱海線が本宮熱海線として主要地方道に指定される[4]。

## 路線状況

### 別名
- 越後街道[1]（本宮市荒井・会津街道入口交差点 - 郡山市熱海町熱海）

### 重複区間
- 福島県道73号二本松金屋線（本宮市本宮字中條・起点 - 本宮市本宮字兼谷）
- 福島県道355号須賀川二本松線（本宮市本宮字中條・起点 - 本宮市仁井田字吹上）
- 国道4号（本宮市本宮・山田交差点 - 本宮市荒井・会津街道入口交差点）

### 道路施設
吹上こ線橋
- 全長：47.9m
- 幅員：14.8m
- 竣工：1981年[5]

本宮市仁井田字吹上にてJR東北本線を渡る。
新黒岩橋
- 全長：65.0m
- 幅員：8.9m
- 竣工：1970年[6]

本宮市岩根字大平、字大坪から郡山市熱海町安子島字一本木に跨り、一級水系阿武隈川水系五百川を渡る。橋上は上下対向2車線で供用され歩道はなく、すぐ上流にかかる旧道の黒岩橋を自動車通行止めにしたうえで歩行者、自転車専用橋として供用している。
二ツ橋
（五百川）

## 地理

### 通過する自治体
- 福島県
  - 本宮市
  - 郡山市

### 交差する道路
- 本宮市内
  - 福島県道28号本宮三春線（起点）
  - 福島県道189号本宮停車場線（本宮市本宮字中條）
  - 福島県道73号二本松金屋線（本宮市本宮字兼谷）
  - 福島県道355号須賀川二本松線（本宮市仁井田字吹上）
  - 国道4号 福島方面（本宮市本宮、山田交差点）
  - 国道4号 郡山方面（本宮市荒井字青田原、会津街道入口交差点）
  - 福島県道304号大橋五百川停車場線（本宮市荒井字久保田）
  - 福島県道296号荒井郡山線（本宮市荒井字甲斐）
  - 福島県道357号岩根日和田線（本宮市岩根）
- 郡山市内
  - 国道49号熱海バイパス（郡山市熱海町玉川、熱海バイパス陸橋交差点）
  - 福島県道200号磐梯熱海停車場線（郡山市熱海町熱海１丁目）
  - 国道49号熱海バイパス・福島県道24号中の沢熱海線（終点・熱海バイパス中央交差点）